# Пуазёль-ла-Гранж
Пуазёль-ла-Гранж (фр. Poiseul-la-Grange) — коммуна во Франции, находится в регионе Бургундия. Департамент коммуны — Кот-д’Ор. Входит в состав кантона Сен-Сен-л’Аббеи. Округ коммуны — Дижон.
Код INSEE коммуны — 21489.

## Население
Население коммуны на 2010 год составляло 69 человек.
| 1962 | 1968 | 1975 | 1982 | 1990 | 1999 | 2010 |
| ---- | ---- | ---- | ---- | ---- | ---- | ---- |
| 138  | 139  | 112  | 86   | 80   | 70   | 69   |

## Экономика
В 2010 году среди 51 человека трудоспособного возраста (15—64 лет) 37 были экономически активными, 14 — неактивными (показатель активности — 72,5 %, в 1999 году было 57,5 %). Из 37 активных жителей работали 34 человека (21 мужчина и 13 женщин), безработных было 3 (2 мужчин и 1 женщина). Среди 14 неактивных 8 человек были учениками или студентами, 1 — пенсионером, 5 были неактивными по другим причинам.